# サハラ戦車隊
『サハラ戦車隊』（さはらせんしゃたい、原題: Sahara）は、ゾルタン・コルダが監督した1943年の戦争映画である。ハンフリー・ボガートが主演し、第二次世界大戦中の北アフリカ戦線リビアに従軍するアメリカ陸軍戦車長を演じた。本作は第16回アカデミー賞のうち、録音賞、撮影賞（白黒）、助演男優賞（イタリア人捕虜を演じたJ・キャロル・ナイシュ）の3部門にノミネートされた。

## プロット
1942年、北アフリカ戦線。エルヴィン・ロンメルが指揮する大攻勢に晒されたアメリカ軍は全軍撤退を発令するが、M3中戦車「ルル・ベル」号はエンジンの故障により落伍、乗員である戦車長ジョー・ガン軍曹、ジミー・ドイル、ウェイコ・ホイトの3名は本隊から逸れてしまう。
砲撃の中でどうにかエンジンを修理し砂漠を行く「ルル・ベル」の一行は、砲火に晒され破壊された野戦病院の跡地にて、撤退から取り残された6名の敗残兵と出会う。ジェイソン・ハリディ軍医大尉をはじめとするフレッド・クラークソン、オズモンド・"オジー"・ベイツ、ピーター・ステグマン、マーティ・ウィリアムズの英国軍人5名、そして自由フランス軍のジャン・"フレンチー"・ルルー伍長である。敗残兵唯一の将校であるハリディは「ルル・ベル」一行に同行することを決断する。
その後、彼らはイタリア軍捕虜ジュセッペを連れたスーダン軍のタンブール曹長と出会う。ガンは井戸のありかを知るタンブールの同行こそ認めたものの、ハリディらの反対を押し切り食料や水の不安からジュセッペを見捨てる。しかし、ハゲタカに追われるジュセッペの姿を見たガンは「ルル・ベル」の停止を命じ、彼の同行を認めるのであった。
タンブールの案内で井戸のある集落へと向かう最中、彼らはドイツ空軍の戦闘機に発見され機銃掃射を受ける。ダンは車載機銃で応戦しこれを撃墜するも、クラークソンが被弾し重傷を負ってしまう。ガンは落下傘で脱出した飛行士フォン・シュレットウ大尉を捕え、彼が手にしていた書類からトブルク陥落を知った。やがて到着した集落の井戸は既に枯れ果てており、まもなくクラークソンは死亡する。
「ルル・ベル」は激しい砂嵐に見舞われつつも次の井戸があるアクロマに到着し、古い寺院の中で一晩を過ごす。夜が明け、砂嵐ですっかり埋もれた井戸を掘り返し、タンブールが底に下りてみると水の滴りが聞える。わずかではあるが、まだ井戸は枯れていなかったのだ。かくして一向は十分な水を入手するまでアクロマに止まることとなる。
一方、フォン・ファルケン少佐率いるドイツ軍装甲部隊も水不足に悩まされていた。クラークソンの墓標が見える枯れた井戸の付近で、フォン・ファルケンは地元民からアクロマに井戸がある事を知らされ、先遣隊をアクロマへと送り出す。
アクロマに接近するドイツ軍先遣隊の装甲車を発見したガンたちは彼らを待ち伏せて攻撃し、2名のドイツ兵を捕虜とした。そのうち一人からは大攻勢に備え付近に待機するドイツ軍装甲部隊の存在を聞きだし、また同時に井戸が枯れてしまう。ガンは未だ水があると欺き、あえてアクロマにドイツ軍を誘き寄せ、ここで攻勢を阻止しようと提案する。かくして、ここで得た2人の捕虜は「食料と水を交換する用意をした」という偽の情報をつかまされて逃がされる。残ったガンたちはウェイコを本部へ伝令として送り出し、着々とドイツ軍を迎え撃つ準備を整えてゆく。
そして、ついにドイツ軍の攻撃が始まる。第一波をどうにか凌いだものの、ここでステグマンが戦死する。フォン・ファルケンはガンに降伏を勧告するが逆にガンは銃を手放し降伏すれば水を与えるという新たな交換条件を持ち出した。ここに大量の水があると信じたまま、フォン・ファルケンは次の攻勢を予告して立ち去る。やがてドイツ軍の攻撃は苛烈さを増し、「ルル・ベル」一行は一人また一人と倒れていく。さらにフォン・シュレットウは攻撃に呼応して脱走し、フォン・ファルケンに水がない事を伝えようとジュセッペに提案する。しかしジュセッペは「私はヒットラーの為に戦わない」として拒否。総統を侮辱され激昂したフォン・シュレットウはジュセッペをナイフで刺し、脱走する。
瀕死のジュセッペはフォン・シュレットウの脱走をタンブールに伝え、その場で絶命してしまう。銃火の中を駆け抜けフォン・シュレットウを追うタンブールは、どうにか追いつき、フォン・シュレットウの顔を砂に埋め窒息死させた。しかし陣地に戻る最中に狙撃され、ガンの目前で倒れてしまう。死ぬ直前にタンブールは親指を立て、フォン・シュレットウを殺害した事をガンに知らせるのであった。
その後、再びフォン・ファルケンが軍使として訪れるも、ガンの代わりに交渉に当ったフレンチーは条件を変えるつもりがないと言い放つ。納得したふりをして陣地に戻ったフォン・ファルケンは部下に命じフレンチーを背後から射殺させるが、機関銃で応射を受けフォン・ファルケン自身も戦死する。指揮官を失ってもドイツ軍の激しい攻勢は続き、やがてハリディも迫撃砲の直撃を受けドイルと共に戦死。
アクロマに立て篭もるガンとオズモンドは前進してくる大勢のドイツ兵を目にして、最後の戦いを覚悟する。だが、ドイツ兵たちは一切攻撃を行わない。ガンたちが様子を見ていると、ドイツ兵たちは「水をくれ」と叫びながら銃を投げ捨て、枯れたはずの井戸に殺到した。ガンが覗き込むと、井戸からは大量の水が湧き出していた。皮肉にもドイツ軍の砲撃を受けた衝撃で再び水が湧き出てきたのである。
そして、大量の捕虜を引き連れた「ルル・ベル」はウェイコに案内された本部からの援軍と出会う。ウェイコからエルアラメインでの勝利を伝えられたガンは、サハラに散った戦友たちに思いを馳せるのであった。

## 登場人物
アメリカ軍
- ジョー・ガン軍曹 - ハンフリー・ボガート
- ジミー・ドイル - ダン・デュリエ
- ウェイコ・ホイト - ブルース・ベネット
- 「ルル・ベル」の操縦手 - アントニオ・"トニー"・オデーロ（映像には登場せず）

英国軍、フランス軍、南アフリカ及びスーダン軍
- ジェイソン・ハリディ大尉 - リチャード・ニュージェント
- フレッド・クラークソン - ロイド・ブリッジス
- オズモンド・"オジー"・ベイツ - パトリック・オムーア
- ピーター・ステグマン - ガイ・キングスフォード
- マーティ・ウィリアムズ - カール・ハーバード
- ジャン・"フレンチー"・ルルー - ルイ・マルシア
- タンブール曹長 - レックス・イングラム

枢軸軍
- ジュセッペ - J・キャロル・ナイシュ
- フォン・シュレットー大尉 - クルト・クルーガー
- フォン・ファルケン少佐 - ジョン・ウェングラフ

## キャスト
| 役名                     | 俳優                       | 日本語吹替                               | 日本語吹替                                                   | 日本語吹替 |
| 役名                     | 俳優                       | NETテレビ版                              | PDDVD版                                                      | ソフト版   |
| ------------------------ | -------------------------- | ---------------------------------------- | ------------------------------------------------------------ | ---------- |
| ジョー・ガン軍曹         | ハンフリー・ボガート       | 久米明                                   | 小村哲生                                                     | 菅生隆之   |
| ジミー・ドイル           | ダン・デュリエ             | 山田康雄                                 | 藤田周                                                       | 斎藤志郎   |
| ウェイコ・ホイト         | ブルース・ベネット         | 木村幌                                   | 村瀬知之                                                     | 水内清光   |
| ジェイソン・ハリディ大尉 | リチャード・ニュージェント | 羽佐間道夫                               | 大塚智則                                                     | 井上文彦   |
| フレッド・クラークソン   | ロイド・ブリッジス         |                                          | 瀬水暁                                                       | 佐藤淳     |
| ルルー                   | ルイ・マルシア             | 上田敏也                                 |                                                              |            |
| タンブール曹長           | レックス・イングラム       | 渡部猛                                   |                                                              | 竹本美知敏 |
| ジュセッペ               | J・キャロル・ナイシュ      | 雨森雅司                                 |                                                              | 宝亀克寿   |
| フォン・シュレットー大尉 | クルト・クルーガー         | 家弓家正                                 |                                                              |            |
| 役不明又はその他         |                            | 西田昭市 北村弘一 加藤修 緑川稔 石井敏郎 | 井口泰之 木村千輝 大原誠 市川智英 小浅和大 御園行洋 木澤智之 |            |
|                          |                            |                                          |                                                              |            |
| 翻訳                     |                            | 山中誠人                                 | 有尾さゆり                                                   | 鈴木導     |
| 演出                     |                            | 山田悦司                                 | 椿淳                                                         | 壷井正     |
| 調整                     |                            |                                          | 堀井義文                                                     |            |
| 録音                     |                            |                                          | 片倉正善                                                     |            |
| 効果                     |                            |                                          | 恵比須弘和 赤澤勇二                                          |            |
| 制作                     |                            | グロービジョン                           | 株式会社マックスター                                         |            |
| プロデューサー           |                            |                                          | 椿淳                                                         |            |
| 初回放送                 |                            | 1969年8月16日 『土曜映画劇場』           |                                                              |            |

- NET版は上映時間97分中、日本語吹替正味約70分。

## 製作
本作はインペリアル郡ソルトン湖付近にあるアンザ・ボレゴ砂漠州立公園にて撮影された。またアメリカ陸軍第4機甲軍団が全面協力し、本物の兵士がエキストラとして参加した。
「ルル・ベル」を攻撃するドイツ軍戦闘機は、誤ったドイツ軍風の塗装やマーキングを施した初期型のP-51ムスタングである。
1992年、本作でステレオタイプなナチ将校フォン・シュレットウを演じたクルト・クルーガーはサンフランシスコ・クロニクル紙上で撮影当時を回想した。

## リメイク
本作のプロットはミハイル・ロンムが監督した1936年のロシア映画『The Thirteen』に登場するエピソードの1つに基づくことがクレジットに示されている。1953年にはアンドレ・デ・トスの手によりブロデリック・クロフォード主演の西部劇『廃墟の守備隊』（原題: Last of the Comanches）としてリメイクされた他、1995年にはブライアン・トレンチャード＝スミスがテレビ映画『デザート・ストーム/新・サハラ戦車隊』（原題: Sahara）としてリメイクした。新・サハラ戦車隊ではジェームズ・ベルーシがボガートに相当する役を演じ、ロケはオーストラリアで行われた。
スティーヴン・スピルバーグが監督した1979年のコメディ映画『1941』では、本作へのオマージュとして「ルル・ベル」号と名づけられたM3中戦車が登場する。1941の「ルル・ベル」号は、M4中戦車を改造したものであった。